# Самгородоцька волость
Самгородоцька волость — історична адміністративно-територіальна одиниця Сквирського повіту Київської губернії з центром у селі Самгородок.
Станом на 1886 рік складалася з 6 поселень, 10 сільських громад. Населення — 4784 особи (2367 чоловічої статі та 2417 — жіночої), 497 дворових господарств.
Наприкінці 1880-х років волость було ліквідовано, поселення приєднано до Горобіївської волості.
|                     | Площа, десятин | У тому числі орної, дес. |
| ------------------- | -------------- | ------------------------ |
| Сільських громад    | 4688           | 4027                     |
| Приватної власності | 5828           | 4296                     |
| Іншої власності     | 135            | 112                      |
| Загалом             | 10651          | 8435                     |

Поселення волості:
- Самгородок — колишнє власницьке село за 12 верст від повітового міста, 1203 особи, 210 дворів, православна церква, школа, 3 постоялих будинків, водяний млин.
- Токарівка — колишнє власницьке село, 373 особи, 50 дворів, православна церква, школа, постоялий будинок.
- Шаліївка  — колишнє власницьке село, 809 осіб, 119 дворів, православна церква, школа, постоялий будинок, 2 водяних  млини.